# Gunungmasigit
Gunungmasigit is een bestuurslaag in het regentschap Bandung Barat van de provincie West-Java, Indonesië. Gunungmasigit telt 14.632 inwoners (volkstelling 2010).